# Oude Utrechtseweg (Baarn)
De Oude Utrechtseweg is een weg aan de westzijde van Baarn in de provincie Utrecht. 
De aflopende Oude Utrechtseweg loopt van het kruispunt Prins Hendriklaan-Nieuw Baarnstraat recht naar het zuidoosten en sluit aan op de Gerrit van der Veenlaan. De Gerrit van der Veenlaan loopt parallel aan de spoorlijn naar Amsterdam. 
Reeds in de zeventiende eeuw liep de Utrechtseweg vanuit Baarn via de tegenwoordige Bruglaan en Prinses Marielaan naar herberg 't (Oude) Groenewoudt. Deze herberg stond op de kruising met de Hilversumse Straatweg. Vanaf hier liep de route naar via de Domweg naar Domstad Utrecht. In 1874 werd de Utrechtseweg doorsneden door de in dat jaar aangelegde Spoorlijn Amsterdam - Zutphen. Na de aanleg van de spoorlijn liep de verbinding met Utrecht via de Stationsweg en de Generaal van Heutszlaan. Het gedeelte van de Utrechtseweg van het centrum van Baarn tot de spoorlijn was na 1874 geen doorgaande weg meer. Dit gedeelte kreeg bij raadsbesluit van 7 januari 1876 de naam Oude Utrechtseweg.
De bebouwing van de klinkerweg bestaat uit vrijstaande huizen en drie moderne kantoorgebouwen met het Toegangshek Hoog Wolde op Gerrit van der Veenlaan 4. Het hek is een restant uit 1950 van villa Hoog Wolde die in 1874, direct na de opening van de Oosterspoorlijn, werd gebouwd als buitenplaats met de naam Favorita. De villa is in de zeventiger jaren van de twintigste eeuw vervangen door een kantoorgebouw. Aan de Oude Utrechtseweg staat nog steeds Koetshuis Hoog Wolde. Een ander beeldbepalend gebouw aan de weg is de Paaskerk. In de berm bij Hoog Wolde staan grote beuken. Een groot deel van de bermen is bestraat.

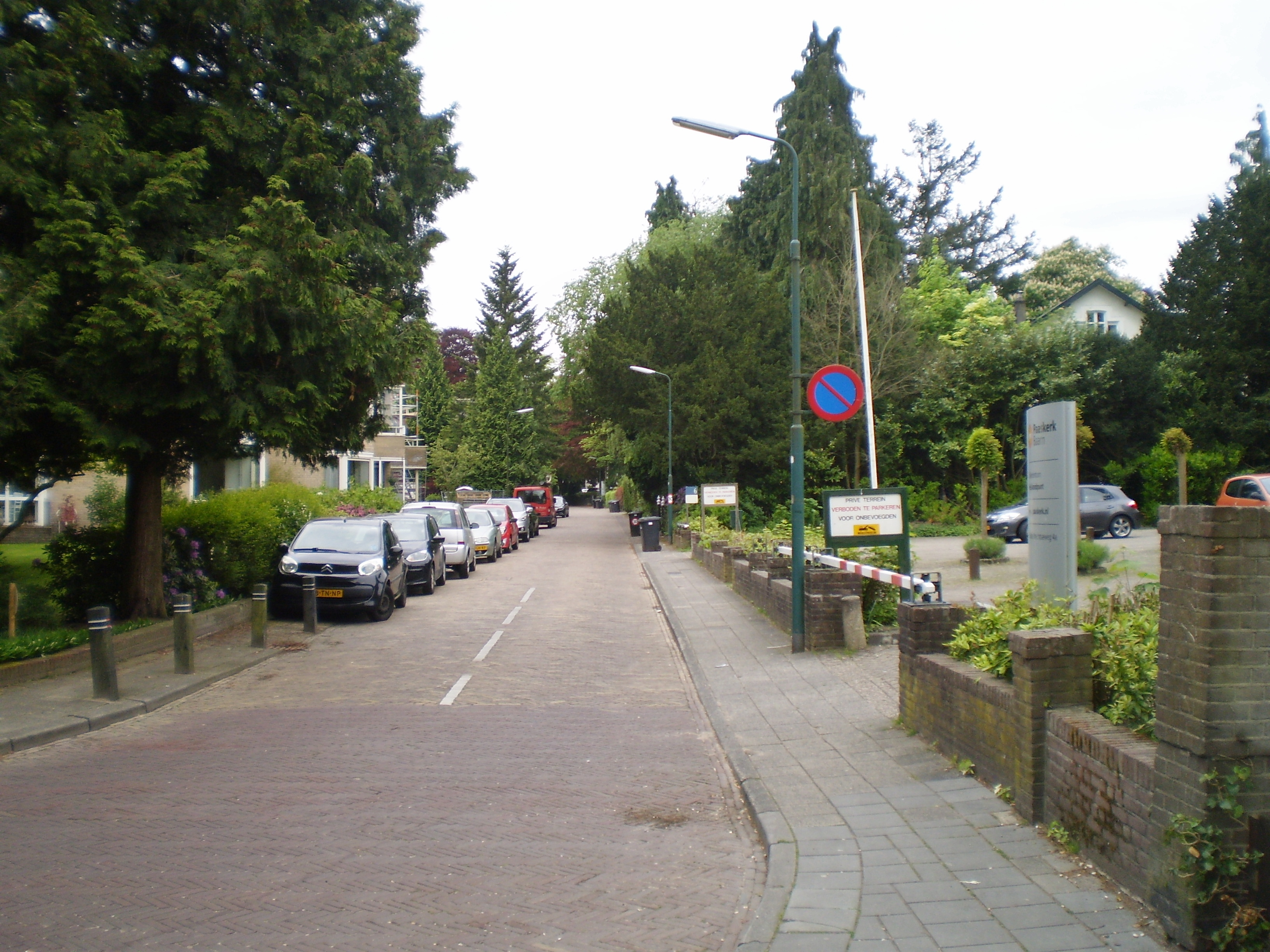
Oude Utrechtseweg vanuit het centrum